# Championnats du monde de gymnastique artistique 2015
Navigation
Nanning 2014 Montréal 2017
Les championnats du monde de gymnastique artistique 2015, quarante-sixième édition des championnats du monde de gymnastique artistique, ont lieu du 23 octobre au 1er novembre 2015 à Glasgow, au Royaume-Uni au sein de The SSE Hydro.

## Programme
| Date            | Heure | Compétition                                  |
| --------------- | ----- | -------------------------------------------- |
| 23 octobre 2015 | 09:40 | Qualifications femmes (jour 1 - matin)       |
| 23 octobre 2015 | 14:40 | Qualifications femmes (jour 1 - après-midi)  |
| 24 octobre 2015 | 09:40 | Qualifications femmes (jour 2 - matin)       |
| 24 octobre 2015 | 14:40 | Qualifications femmes (jour 2 - matin)       |
| 25 octobre 2015 | 09:40 | Qualifications hommes (jour 1 - matin)       |
| 25 octobre 2015 | 16:10 | Qualifications hommes (jour 1 - après-midi)  |
| 26 octobre 2015 | 09:40 | Qualifications hommes (jour 2 - matin)       |
| 26 octobre 2015 | 16:10 | Qualifications hommes (jour 2 - après-midi)  |
| 27 octobre 2015 | 18:15 | concours général par équipes femmes          |
| 28 octobre 2015 | 17:30 | concours général par équipes hommes          |
| 29 octobre 2015 | 18:25 | Finale du concours général individuel femmes |
| 30 octobre 2015 | 17:45 | Finale du concours général individuel hommes |
| 31 octobre 2015 | 12:30 | Finales aux engins (jour 1)                  |
| 1 novembre 2015 | 13:00 | Finales aux engins (jour 2)                  |

## Faits marquants
Cette édition a notamment été marquée par l'épreuve des barres asymétriques, dans laquelle quatre gymnastes se sont partagé la médaille d'or, ce qui constitue une première à ce niveau, tous sports confondus. Il existe un cas similaire pour la médaille d'argent, avec cinq gymnastes égalité aux barres parallèles lors des Championnats du monde de gymnastique artistique 1922. Dans d'autres sports, il existe un cas de titre partagé par trois équipes de netball lors des mondiaux de 1979.
Par ailleurs, Max Whitlock est devenu le premier Britannique à remporter un titre de champion du monde.

## Podiums
| Édition                                         | Or                                                                                            | Argent                                                                                         | Bronze                                                                                          |
| ----------------------------------------------- | --------------------------------------------------------------------------------------------- | ---------------------------------------------------------------------------------------------- | ----------------------------------------------------------------------------------------------- |
| Homme                                           |                                                                                               |                                                                                                |                                                                                                 |
| Concours par équipes résultats détaillés        | Japon Naoto Hayasaka Ryōhei Katō Kazuma Kaya Kenzō Shirai Yūsuke Tanaka Kōhei Uchimura        | Grande-Bretagne Brinn Bevan Daniel Purvis Louis Smith Kristian Thomas Max Whitlock Nile Wilson | Chine Deng Shudi Lin Chaopan Liu Yang Xiao Ruoteng You Hao Zhang Chenglong                      |
| Concours général individuel résultats détaillés | Kōhei Uchimura Japon                                                                          | Manrique Larduet Cuba                                                                          | Deng Shudi Chine                                                                                |
| Sol résultats détaillés                         | Kenzō Shirai Japon                                                                            | Max Whitlock Grande-Bretagne                                                                   | Rayderley Zapata Espagne                                                                        |
| Cheval d'arçons résultats détaillés             | Max Whitlock Grande-Bretagne                                                                  | Louis Smith Grande-Bretagne                                                                    | Harutyun Merdinyan Arménie Kazuma Kaya Japon                                                    |
| Anneaux résultats détaillés                     | Elefthérios Petroúnias Grèce                                                                  | You Hao Chine                                                                                  | Liu Yang Chine                                                                                  |
| Saut de cheval résultats détaillés              | Ri Se-gwang Corée du Nord                                                                     | Marian Drăgulescu Roumanie                                                                     | Donnell Whittenburg États-Unis                                                                  |
| Barres parallèles résultats détaillés           | You Hao Chine                                                                                 | Oleh Vernyayev Ukraine                                                                         | Deng Shudi Chine Oleq Stepko Azerbaïdjan                                                        |
| Barre fixe résultats détaillés                  | Kōhei Uchimura Japon                                                                          | Danell Leyva États-Unis                                                                        | Manrique Larduet Cuba                                                                           |
| Femme                                           |                                                                                               |                                                                                                |                                                                                                 |
| Concours par équipes résultats détaillés        | États-Unis Maggie Nichols Simone Biles Gabby Douglas Aly Raisman Madison Kocian Brenna Dowell | Chine Shang Chunsong Wang Yan Tan Jiaxin Fan Yilin Mao Yi Chen Siyi                            | Grande-Bretagne Ellie Downie Claudia Fragapane Amy Tinkler Becky Downie Ruby Harrold Kelly Simm |
| Concours général individuel résultats détaillés | Simone Biles États-Unis                                                                       | Gabby Douglas États-Unis                                                                       | Larisa Iordache Roumanie                                                                        |
| Saut de cheval résultats détaillés              | Maria Paseka Russie                                                                           | Hong Un-jong Corée du Nord                                                                     | Simone Biles États-Unis                                                                         |
| Barres asymétriques résultats détaillés         | Fan Yilin Chine Viktoria Komova Russie Daria Spiridonova Russie Madison Kocian États-Unis     | Non attribuée                                                                                  | Non attribuée                                                                                   |
| Poutre résultats détaillés                      | Simone Biles États-Unis                                                                       | Sanne Wevers Pays-Bas                                                                          | Pauline Schäfer Allemagne                                                                       |
| Sol résultats détaillés                         | Simone Biles États-Unis                                                                       | Ksenia Afanasieva Russie                                                                       | Maggie Nichols États-Unis                                                                       |

## Résultats détaillés

### Hommes

#### Concours général par équipes
| Rang               | Équipe              | Sol        | Cheval d'arçon | Anneaux    | Saut       | Barres parallèles | Barre fixe | Total   |
| ------------------ | ------------------- | ---------- | -------------- | ---------- | ---------- | ----------------- | ---------- | ------- |
| Médaille d'or      | Japon               | 47.258 (1) | 45.166 (1)     | 43.798 (5) | 45.766 (2) | 45.665 (5)        | 43.165 (7) | 270.818 |
| Médaille d'or      | Naoto Hayasaka      | 15.133     |                |            | 14.833     |                   |            | 270.818 |
| Médaille d'or      | Ryōhei Katō         |            | 14.733         | 14.366     |            | 15.533            | 15.033     | 270.818 |
| Médaille d'or      | Kazuma Kaya         |            | 15.400         |            |            |                   |            | 270.818 |
| Médaille d'or      | Kenzō Shirai        | 16.325     |                |            | 15.533     |                   |            | 270.818 |
| Médaille d'or      | Yusuke Tanaka       |            |                | 14.466     |            | 14.266            | 13.666     | 270.818 |
| Médaille d'or      | Kōhei Uchimura      |            |                |            |            |                   |            | 270.818 |
| Médaille d'argent  | Grande-Bretagne     | 45.766 (2) | 44.999 (2)     | 43.666 (6) | 45.499 (4) | 45.532 (6)        | 44.883 (2) | 270.345 |
| Médaille d'argent  | Brinn Bevan         |            | 13.966         |            | 15.133     |                   |            | 270.345 |
| Médaille d'argent  | Daniel Purvis       | 15.400     |                | 14.333     |            | 15.466            |            | 270.345 |
| Médaille d'argent  | Louis Smith         |            | 15.333         |            |            |                   |            | 270.345 |
| Médaille d'argent  | Kristian Thomas     | 14.600     |                |            | 15.333     |                   | 15.000     | 270.345 |
| Médaille d'argent  | Max Whitlock        | 15.766     | 15.700         | 14.400     | 15.033     | 15.033            | 15.000     | 270.345 |
| Médaille d'argent  | Nile Wilson         |            |                | 14.933     |            | 15.033            | 14.833     | 270.345 |
| Médaille de bronze | Chine               | 44.565 (4) | 41.565 (7)     | 45.999 (1) | 45.666 (3) | 47.765 (1)        | 44.399 (3) | 269.959 |
| Médaille de bronze | Deng Shudi          | 14.966     |                | 14.600     | 15.233     | 16.066            |            | 269.959 |
| Médaille de bronze | Lin Chaopan         | 15.133     | 13.466         |            | 15.200     | 15.766            | 15.333     | 269.959 |
| Médaille de bronze | Liu Yang            |            |                | 15.766     |            |                   |            | 269.959 |
| Médaille de bronze | Xiao Ruoteng        |            | 13.433         |            | 15.233     |                   | 14.233     | 269.959 |
| Médaille de bronze | You Hao             |            | 14.666         | 15.633     |            | 15.933            |            | 269.959 |
| Médaille de bronze | Zhang Chenglong     | 14.466     |                |            |            |                   | 14.833     | 269.959 |
| 4                  | Russie              | 44.366 (5) | 43.600 (3)     | 44.165 (4) | 45.900 (1) | 46.266 (2)        | 44.065 (4) | 268.362 |
| 4                  | Denis Ablyazin      | 15.100     |                | 14.433     | 15.700     |                   |            | 268.362 |
| 4                  | David Belyavskiy    | 14.666     | 14.100         | 14.866     | 15.200     | 15.600            | 14.566     | 268.362 |
| 4                  | Nikita Ignatyev     |            |                | 14.866     |            | 15.400            | 14.966     | 268.362 |
| 4                  | Nikolai Kuksenkov   |            | 14.800         |            |            | 15.266            | 14.533     | 268.362 |
| 4                  | Nikita Nagornyy     | 14.600     |                |            | 15.000     |                   |            | 268.362 |
| 4                  | Ivan Stretovich     |            | 14.700         |            |            |                   |            | 268.362 |
| 5                  | États-Unis          | 43.933 (7) | 42.032 (6)     | 45.066 (2) | 44.624 (6) | 46.133 (3)        | 46.065 (1) | 267.853 |
| 5                  | Chris Brooks        |            |                |            |            |                   | 14.933     | 267.853 |
| 5                  | Danell Leyva        |            | 13.100         |            |            | 15.800            | 15.666     | 267.853 |
| 5                  | Alexander Naddour   | 15.100     | 15.066         | 14.700     | 14.466     |                   |            | 267.853 |
| 5                  | Paul Ruggeri        | 14.633     |                |            | 15.100     | 14.733            | 15.466     | 267.853 |
| 5                  | Donnell Whittenburg | 14.200     | 13.866         | 15.166     | 15.058     | 15.600            |            | 267.853 |
| 5                  | Brandon Wynn        |            |                | 15.200     |            |                   |            | 267.853 |
| 6                  | Suisse              | 44.232 (6) | 42.998 (4)     | 42.165 (8) | 43.333 (8) | 45.799 (4)        | 43.133 (8) | 261.660 |
| 6                  | Christian Baumann   |            | 14.666         | 13.933     |            | 15.266            | 13.300     | 261.660 |
| 6                  | Pablo Brägger       | 14.866     |                | 13.766     | 15.133     |                   | 15.433     | 261.660 |
| 6                  | Pascal Bucher       |            | 13.666         |            |            | 15.333            |            | 261.660 |
| 6                  | Claudio Capelli     | 14.800     |                |            | 14.300     |                   |            | 261.660 |
| 6                  | Oliver Hegi         |            | 14.666         |            |            |                   | 14.400     | 261.660 |
| 6                  | Eddy Yusof          | 14.566     |                | 14.466     | 13.900     | 15.200            |            | 261.660 |
| 7                  | Corée du Sud        | 43.082 (8) | 42.066 (5)     | 42.823 (7) | 44.999 (5) | 43.832 (7)        | 43.233 (6) | 260.035 |
| 7                  | Kim Han-sol         | 15.283     |                | 14.166     | 15.400     |                   |            | 260.035 |
| 7                  | Lee Jun-ho          | 13.433     |                |            | 14.766     |                   |            | 260.035 |
| 7                  | Lee Sang-wook       |            | 13.200         |            |            | 14.866            | 14.333     | 260.035 |
| 7                  | Park Min-soo        |            | 14.200         | 14.066     |            | 13.533            | 14.600     | 260.035 |
| 7                  | Shin Dong-hyen      | 14.366     | 14.666         |            | 14.833     |                   |            | 260.035 |
| 7                  | Yoo Won-chul        |            |                | 14.591     |            | 15.433            | 14.300     | 260.035 |
| 8                  | Brésil              | 44.666 (3) | 39.432 (8)     | 44.699 (3) | 44.316 (7) | 42.932 (8)        | 43.532 (5) | 259.577 |
| 8                  | Francisco Barretto  |            | 11.100         |            |            | 14.966            | 13.700     | 259.577 |
| 8                  | Lucas Bitencourt    |            | 13.866         | 14.400     |            | 14.600            | 14.666     | 259.577 |
| 8                  | Diego Hypólito      | 15.233     |                |            | 14.716     |                   |            | 259.577 |
| 8                  | Arthur Mariano      | 14.733     | 14.466         |            | 14.700     |                   | 15.166     | 259.577 |
| 8                  | Caio Souza          | 14.700     |                | 14.766     | 14.900     | 13.366            |            | 259.577 |
| 8                  | Arthur Zanetti      |            |                | 15.533     |            |                   |            | 259.577 |

#### Concours général individuel
| Rang               | Gymnaste            | Pays         | Sol    | Cheval d'arçon | Anneaux | Saut   | Barres parallèles | Barre fixe | Total       |
| ------------------ | ------------------- | ------------ | ------ | -------------- | ------- | ------ | ----------------- | ---------- | ----------- |
| Médaille d'or      | Kōhei Uchimura      | Japon        | 15.733 | 15.100         | 14.933  | 15.633 | 15.833            | 15.100     | 92.332      |
| Médaille d'argent  | Manrique Larduet    | Cuba         | 14.466 | 14.300         | 15.233  | 15.433 | 15.733            | 15.333     | 90.698      |
| Médaille de bronze | Deng Shudi          | Chine        | 15.133 | 14.400         | 14.533  | 15.300 | 15.933            | 14.800     | 90.099      |
| 4                  | Oleh Vernyayev      | Ukraine      | 14.975 | 13.566         | 15.233  | 15.300 | 16.000            | 14.566     | 89.640      |
| 5                  | Max Whitlock        | Royaume-Uni  | 15.700 | 16.100         | 14.516  | 15.000 | 15.100            | 12.833     | 89.249      |
| 6                  | Nikolai Kuksenkov   | Russie       | 15.300 | 13.833         | 14.866  | 15.200 | 15.700            | 14.833     | 89.198      |
| 7                  | Daniel Purvis       | Royaume-Uni  | 14.966 | 14.633         | 14.800  | 15.200 | 14.900            | 15.066     | 89.064      |
| 8                  | Donnell Whittenburg | États-Unis   | 14.966 | 13.466         | 14.533  | 15.066 | 15.433            | 15.100     | 88.797      |
| 9                  | Xiao Ruoteng        | Chine        | 14.766 | 14.800         | 14.666  | 14.600 | 15.108            | 14.466     | 88.230      |
| 10                 | Kazuma Kaya         | Japon        | 14.200 | 14.566         | 14.400  | 14.266 | 15.600            | 15.233     | 88.198      |
| 11                 | David Belyavskiy    | Russie       | 15.133 | 14.633         | 14.000  | 14.733 | 15.100            | 14.100     | 88.031      |
| 12                 | Arthur Mariano      | Brésil       | 15.300 | 14.800         | 14.800  | 14.633 | 13.400            | 14.658     | 87.966      |
| 13                 | Pablo Brägger       | Suisse       | 15.300 | 13.666         | 14.683  | 14.133 | 15.233            | 14.566     | 87.799      |
| 14                 | Bart Deurloo        | Pays-Bas     | 14.466 | 15.333         | 13.800  | 14.433 | 14.933            | 14.433     | 87.164      |
| 15                 | Christian Baumann   | Suisse       | 14.433 | 14.366         | 13.966  | 14.966 | 15.375            | 13.933     | 86.515      |
| 16                 | Andrey Likhovitskiy | Biélorussie  | 14.466 | 14.166         | 14.633  | 14.333 | 14.333            | 14.333     | 85.998      |
| 17                 | Danell Leyva        | États-Unis   | 15.100 | 13.783         | 15.266  | 13.700 | 14.533            | 13.866     | 84.565      |
| 18                 | Park Min-soo        | Corée du Sud | 14.000 | 14.433         | 13.933  | 14.400 | 15.133            | 13.333     | 84.339      |
| 19                 | Rubén López         | Espagne      | 14.566 | 14.100         | 14.466  | 14.566 | 14.133            | 13.366     | 84.097      |
| 20                 | Lucas Bitencourt    | Brésil       | 14.366 | 15.666         | 13.700  | 14.166 | 13.266            | 13.466     | 83.831      |
| 21                 | Cristian Bățagă     | Roumanie     | 15.208 | 13.300         | 14.000  | 15.000 | 14.100            | 12.566     | 83.589      |
| 22                 | Jim Zona            | France       | 14.733 | 13.466         | 12.866  | 14.443 | 14.166            | 13.633     | 83.297      |
| 23                 | Axel Augis          | France       | 14.233 | 14.200         | 14.166  | 14.866 | 13.533            | 11.266     | 82.264      |
| 24                 | Florian Landuyt     | Belgique     | 04.591 | 00.000         | 00.000  | 14.733 | 11.866            | 13.933     | 45.123(DNF) |

#### Sol
| Rang               | Gymnaste         | Pays         | Score D | Score E | Pén.   | Total  |
| ------------------ | ---------------- | ------------ | ------- | ------- | ------ | ------ |
| Médaille d'or      | Kenzo Shirai     | Japon        | 7.600   | 8.633   |        | 16.233 |
| Médaille d'argent  | Max Whitlock     | Royaume-Uni  | 6.800   | 8.766   |        | 15.566 |
| Médaille de bronze | Rayderley Zapata | Espagne      | 6.700   | 8.500   |        | 15.200 |
| 4                  | Deng Shudi       | Chine        | 6.700   | 8.466   |        | 15.166 |
| 5                  | Daniel Purvis    | Royaume-Uni  | 6.500   | 8.600   |        | 15.100 |
| 6                  | Kim Han-sol      | Corée du Sud | 6.800   | 8.133   |        | 14.933 |
| 7                  | Manrique Larduet | Cuba         | 6.800   | 8.000   |        | 14.800 |
| 8                  | Tomás González   | Chili        | 6.800   | 8.033   | -0.100 | 14.733 |

#### Cheval d'arçons
| Rang               | Gymnaste           | Pays        | Score D | Score E | Pén. | Total  |
| ------------------ | ------------------ | ----------- | ------- | ------- | ---- | ------ |
| Médaille d'or      | Max Whitlock       | Royaume-Uni | 7.300   | 8.833   |      | 16.133 |
| Médaille d'argent  | Louis Smith        | Royaume-Uni | 7.200   | 8.833   |      | 16.033 |
| Médaille de bronze | Harutyun Merdinyan | Arménie     | 6.700   | 8.800   |      | 15.500 |
| Médaille de bronze | Kazuma Kaya        | Japon       | 6.800   | 8.700   |      | 15.500 |
| 5                  | Vid Hidvégi        | Hongrie     | 6.600   | 8.766   |      | 15.366 |
| 6                  | Oleh Vernyayev     | Ukraine     | 7.000   | 8.266   |      | 15.266 |
| 7                  | Alexander Naddour  | États-Unis  | 6.700   | 8.500   |      | 15.200 |
| 8                  | Robert Seligman    | Croatie     | 6.400   | 8.033   |      | 14.433 |

#### Anneaux
| Rang               | Gymnaste               | Pays       | Score D | Score E | Pén. | Total  |
| ------------------ | ---------------------- | ---------- | ------- | ------- | ---- | ------ |
| Médaille d'or      | Elefthérios Petroúnias | Grèce      | 6.800   | 9.000   |      | 15.800 |
| Médaille d'argent  | You Hao                | Chine      | 7.000   | 8.733   |      | 15.733 |
| Médaille de bronze | Liu Yang               | Chine      | 6.900   | 8.800   |      | 15.700 |
| 4                  | Samir Aït Saïd         | France     | 6.800   | 8.833   |      | 15.633 |
| 5                  | Brandon Wynn           | États-Unis | 6.800   | 8.800   |      | 15.600 |
| 6                  | Lambertus van Gelder   | Pays-Bas   | 6.800   | 8.700   |      | 15.500 |
| 7                  | Davtyan Vahagn         | Arménie    | 6.600   | 8.733   |      | 15.333 |
| 8                  | Donnell Whittenburg    | États-Unis | 6.700   | 8.600   |      | 15.300 |

#### Saut de cheval
| Rang               | Gymnaste            | Pays          | Score D | Score E | Pén.   | Score 1 | Score D | Score E | Pén.   | Score 2 | Total  |
| ------------------ | ------------------- | ------------- | ------- | ------- | ------ | ------- | ------- | ------- | ------ | ------- | ------ |
| Médaille d'or      | Ri Se-gwang         | Corée du Nord | 6.400   | 9.200   |        | 15.600  | 6.400   | 8.900   |        | 15.300  | 15.450 |
| Médaille d'argent  | Marian Dragulescu   | Roumanie      | 6.000   | 9.300   |        | 15.300  | 6.200   | 9.300   |        | 15.500  | 15.400 |
| Médaille de bronze | Donnell Whittenburg | États-Unis    | 6.000   | 9.100   |        | 15.100  | 6.400   | 9.200   |        | 15.600  | 15.350 |
| 4                  | Oleg Verniaiev      | Ukraine       | 6.000   | 9.466   |        | 15.466  | 6.000   | 9.100   |        | 15.100  | 15.283 |
| 5                  | Igor Radivilov      | Ukraine       | 6.000   | 9.200   |        | 15.200  | 6.000   | 8.966   |        | 14.966  | 15.083 |
| 6                  | Denis Ablyazin      | Russie        | 6.400   | 8.000   | -0.1   | 14.300  | 6.200   | 9.200   |        | 15.400  | 14.850 |
| 7                  | Kenzo Shirai        | Japon         | 5.600   | 8.900   |        | 14.500  | 5.200   | 9.333   |        | 14.533  | 14.516 |
| 8                  | Kim Hansol          | Corée du Sud  | 6.000   | 8.000   |        | 14.000  | 6.000   | 9.000   |        | 15.000  | 14.500 |
| Rang               | Gymnaste            | Pays          | Saut 1  | Saut 1  | Saut 1 | Saut 1  | Saut 2  | Saut 2  | Saut 2 | Saut 2  | Total  |

#### Barres parallèles
| Rang               | Gymnaste    | Pays | Score D | Score E | Pén. | Total |
| ------------------ | ----------- | ---- | ------- | ------- | ---- | ----- |
| Médaille d'or      | ????? (???) |      |         |         |      |       |
| Médaille d'argent  | ????? (???) |      |         |         |      |       |
| Médaille de bronze | ????? (???) |      |         |         |      |       |
| 4                  | ????? (???) |      |         |         |      |       |
| 5                  | ????? (???) |      |         |         |      |       |
| 6                  | ????? (???) |      |         |         |      |       |
| 7                  | ????? (???) |      |         |         |      |       |
| 8                  | ????? (???) |      |         |         |      |       |

#### Barre fixe
| Rang               | Gymnaste         | Pays       | Score D | Score E | Pén. | Total |
| ------------------ | ---------------- | ---------- | ------- | ------- | ---- | ----- |
| Médaille d'or      | Kōhei Uchimura   | Japon      |         |         |      |       |
| Médaille d'argent  | Danell Leyva     | États-Unis |         |         |      |       |
| Médaille de bronze | Manrique Larduet | Cuba       |         |         |      |       |
| 4                  |                  |            |         |         |      |       |
| 5                  |                  |            |         |         |      |       |
| 6                  |                  |            |         |         |      |       |
| 7                  |                  |            |         |         |      |       |
| 8                  |                  |            |         |         |      |       |

### Femmes

#### Concours général par équipes
| Rang               | Équipe              | Saut       | Barres asymétriques | Poutre     | Sol        | Total   |
| ------------------ | ------------------- | ---------- | ------------------- | ---------- | ---------- | ------- |
| Médaille d'or      | États-Unis          | 46.665 (1) | 45.433 (2)          | 43.432 (1) | 45.808 (1) | 181.338 |
| Médaille d'or      | Maggie Nichols      | 15.466     | 14.800              | 13.966     | 15.000     | 181.338 |
| Médaille d'or      | Simone Biles        | 15.966     |                     | 15.200     | 15.733     | 181.338 |
| Médaille d'or      | Gabby Douglas       | 15.233     | 15.333              |            |            | 181.338 |
| Médaille d'or      | Aly Raisman         |            |                     | 14.266     | 15.075     | 181.338 |
| Médaille d'or      | Madison Kocian      |            | 15.300              |            |            | 181.338 |
| Médaille d'or      | Brenna Dowell       |            |                     |            |            | 181.338 |
| Médaille d'argent  | Chine               | 45.233 (3) | 45.632 (1)          | 42.300 (2) | 42.999 (3) | 176.164 |
| Médaille d'argent  | Shang Chunsong      |            | 15.233              | 14.600     | 14.366     | 176.164 |
| Médaille d'argent  | Wang Yan            | 15.200     |                     | 13.300     | 14.633     | 176.164 |
| Médaille d'argent  | Tan Jiaxin          | 15.200     | 15.133              |            |            | 176.164 |
| Médaille d'argent  | Fan Yilin           |            | 15.266              | 14.400     |            | 176.164 |
| Médaille d'argent  | Mao Yi              | 14.833     |                     |            | 14.000     | 176.164 |
| Médaille d'argent  | Chen Siyi           |            |                     |            |            | 176.164 |
| Médaille de bronze | Grande-Bretagne     | 45.049 (4) | 42.299 (5)          | 41.733 (3) | 43.299 (2) | 172.380 |
| Médaille de bronze | Ellie Downie        | 15.133     | 13.033              | 14.133     | 14.133     | 172.380 |
| Médaille de bronze | Claudia Fragapane   | 14.833     |                     | 13.800     | 14.733     | 172.380 |
| Médaille de bronze | Amy Tinkler         | 15.083     |                     |            | 14.433     | 172.380 |
| Médaille de bronze | Becky Downie        |            | 14.833              | 13.800     |            | 172.380 |
| Médaille de bronze | Ruby Harrold        |            | 14.433              |            |            | 172.380 |
| Médaille de bronze | Kelly Simm          |            |                     |            |            | 172.380 |
| 4                  | Russie              | 45.766 (2) | 43.874 (3)          | 40.133 (6) | 42.191 (6) | 171.964 |
| 4                  | Maria Paseka        | 15.600     | 14.733              |            | 13.766     | 171.964 |
| 4                  | Viktoria Komova     | 15.100     | 14.000              | 13.300     |            | 171.964 |
| 4                  | Ksenia Afanasieva   | 15.066     |                     |            | 14.500     | 171.964 |
| 4                  | Seda Tutkhalyan     |            |                     | 13.300     | 13.925     | 171.964 |
| 4                  | Daria Spiridonova   |            | 15.141              |            |            | 171.964 |
| 4                  | Maria Kharenkova    |            |                     | 13.533     |            | 171.964 |
| 5                  | Japon               | 44.832 (5) | 42.424 (4)          | 40.066 (7) | 42.565 (5) | 169.887 |
| 5                  | Sae Miyakawa        | 15.166     |                     |            | 14.633     | 169.887 |
| 5                  | Mai Murakami        | 15.066     | 13.966              | 12.200     | 13.966     | 169.887 |
| 5                  | Aiko Sugihara       |            | 14.233              |            |            | 169.887 |
| 5                  | Asuka Teramoto      | 14.600     | 14.225              | 13.900     | 13.966     | 169.887 |
| 5                  | Sakura Yumoto       |            |                     | 13.966     |            | 169.887 |
| 6                  | Canada              | 44.533 (6) | 40.666 (7)          | 41.032 (5) | 41.466 (7) | 167.697 |
| 6                  | Ellie Black         | 15.100     |                     | 13.566     | 14.223     | 167.697 |
| 6                  | Isabela Onyshko     |            | 13.933              | 13.766     | 13.900     | 167.697 |
| 6                  | Brittany Rogers     | 15.000     | 13.200              | 13.700     |            | 167.697 |
| 6                  | Audrey Rousseau     |            |                     |            | 13.333     | 167.697 |
| 6                  | Sydney Townsend     | 14.433     |                     |            |            | 167.697 |
| 6                  | Victoria-Kayen Woo  |            | 13.533              |            |            | 167.697 |
| 7                  | Italie              | 43.699 (7) | 41.766 (6)          | 39.399 (8) | 42.733 (4) | 167.597 |
| 7                  | Erika Fasana        | 14.800     |                     |            | 14.500     | 167.597 |
| 7                  | Carlotta Ferlito    | 14.466     |                     | 14.300     | 14.033     | 167.597 |
| 7                  | Enus Mariani        |            | 14.166              | 12.566     |            | 167.597 |
| 7                  | Elisa Meneghini     | 14.433     |                     |            | 14.200     | 167.597 |
| 7                  | Lara Mori           |            | 13.800              | 12.533     |            | 167.597 |
| 7                  | Tea Ugrin           |            | 13.800              |            |            | 167.597 |
| 8                  | Pays-Bas            | 41.599 (8) | 38.432 (8)          | 41.500 (3) | 41.199 (8) | 162.730 |
| 8                  | Eythora Thorsdottir |            | 13.066              | 13.800     | 13.400     | 162.730 |
| 8                  | Mara Titarsolej     | 14.066     |                     |            |            | 162.730 |
| 8                  | Lisa Top            | 13.433     |                     |            |            | 162.730 |
| 8                  | Tisha Volleman      | 14.100     |                     |            | 13.933     | 162.730 |
| 8                  | Lieke Wevers        |            | 11.133              | 14.200     | 13.866     | 162.730 |
| 8                  | Sanne Wevers        |            | 14.233              | 13.500     |            | 162.730 |

#### Concours général individuel
| Médaille d'or      | Simone Biles         | États-Unis  | 15.866 | 14.533 | 14.766 | 15.066 | 60.231 |
| Médaille d'argent  | Gabby Douglas        | États-Unis  | 15.066 | 14.866 | 15.100 | 14.733 | 59.765 |
| Médaille de bronze | Larisa Iordache      | Roumanie    | 15.066 | 14.800 | 14.766 | 14.475 | 59.107 |
| 4                  | Shang Chunsong       | Chine       | 15.100 | 15.041 | 14.341 | 13.433 | 57.915 |
| 5                  | Giulia Steingruber   | Suisse      | 14.533 | 15.533 | 14.566 | 12.833 | 57.465 |
| 6                  | Mai Murakami         | Japon       | 14.866 | 13.700 | 13.900 | 14.700 | 57.166 |
| 7                  | Elsabeth Black       | Canada      | 14.833 | 13.933 | 13.500 | 13.900 | 56.166 |
| 8                  | Laura Jurca          | Roumanie    | 14.400 | 14.500 | 14.133 | 13.100 | 56.133 |
| 9                  | Asuka Teramoto       | Japon       | 13.900 | 13.833 | 14.533 | 13.866 | 56.132 |
| 10                 | Elisabeth Seitz      | Allemagne   | 14.600 | 13.066 | 14.166 | 14.266 | 56.098 |
| 11                 | Yan Wang             | Chine       | 14.683 | 14.400 | 13.066 | 13.466 | 55.615 |
| 12                 | Carlotta Ferlito     | Italie      | 14.000 | 12.300 | 15.033 | 14.166 | 55.499 |
| 13                 | Lieke Wevers         | Pays-Bas    | 14.900 | 14.300 | 13.066 | 13.033 | 55.299 |
| 14                 | Tea Ugrin            | Italie      | 13.966 | 13.691 | 14.133 | 13.366 | 55.156 |
| 15                 | Seda Tutkhalian      | Russie      | 15.033 | 12.633 | 13.833 | 13.633 | 55.132 |
| 16                 | Isabela Onyshko      | Canada      | 13.800 | 13.966 | 13.533 | 13.433 | 54.732 |
| 17                 | Lisa Verschueren     | Belgique    | 14.500 | 13.300 | 13.466 | 12.733 | 53.999 |
| 18                 | Lorrane Oliveira     | Brésil      | 13.766 | 13.766 | 12.866 | 13.466 | 53.864 |
| 19                 | Rune Hermans         | Belgique    | 14.500 | 12.733 | 12.700 | 13.600 | 53.533 |
| 20                 | Pauline Schäfer      | Allemagne   | 14.000 | 13.233 | 12.700 | 13.233 | 53.166 |
| 21                 | Noemi Makra          | Hongrie     | 14.066 | 12.300 | 13.500 | 12.966 | 52.832 |
| 22                 | Ruby Harrold         | Royaume-Uni | 14.033 | 13.633 | 11.366 | 13.166 | 52.198 |
| 23                 | Amy Tinkler          | Royaume-Uni | 13.933 | 11.266 | 13.766 | 13.066 | 52.031 |
| 24                 | Flavia Lopes Saraiva | Brésil      | 13.900 | 13.800 | 13.633 | 10.633 | 51.966 |

#### Saut de cheval
| Rang               | Gymnaste           | Pays          | Score D | Score E | Pén.   | Score 1 | Score D | Score E | Pén.   | Score 2 | Total  |
| ------------------ | ------------------ | ------------- | ------- | ------- | ------ | ------- | ------- | ------- | ------ | ------- | ------ |
| Médaille d'or      | Maria Paseka       | Russie        | 6.400   | 9.233   |        | 15.633  | 6.300   | 9.400   |        | 15.700  | 15.666 |
| Médaille d'argent  | Hong Un-jong       | Corée du Nord | 6.300   | 9.366   |        | 15.666  | 6.400   | 9.200   |        | 15.600  | 15.633 |
| Médaille de bronze | Simone Biles       | États-Unis    | 6.300   | 9.600   |        | 15.900  | 5.600   | 9.583   |        | 15.183  | 15.541 |
| 4                  | Ellie Downie       | Royaume-Uni   | 5.800   | 9.166   |        | 14.966  | 5.600   | 9.233   |        | 14.833  | 14.899 |
| 5                  | Dipa Karmakar      | Inde          | 7.000   | 8.300   |        | 15.300  | 6.000   | 8.366   | -0.300 | 14.066  | 14.683 |
| 6                  | Wang Yan           | Chine         | 6.000   | 9.066   |        | 15.066  | 6.200   | 7.900   |        | 14.100  | 14.583 |
| 7                  | Giulia Steingruber | Suisse        | 6.200   | 9.400   |        | 15.500  | 5.300   | 8.333   |        | 13.633  | 14.566 |
| 7                  | Alexa Moreno       | Mexique       | 6.200   | 8.566   | -0.100 | 14.666  | 6.000   | 8.566   | -0.100 | 14.466  | 14.566 |

#### Barres asymétriques
Pour la première fois dans l'histoire de la gymnastique artistique féminine, les juges n'ont pas réussis à départager les 4 premières. Il y a donc eu 4 médailles d'or de remises, et donc 4 championnes du monde à cet agrès pour l'année 2015
| Rang          | Gymnaste          | Pays        | Score D | Score E | Pén. | Total  |
| ------------- | ----------------- | ----------- | ------- | ------- | ---- | ------ |
| Médaille d'or | Fan Yilin         | Chine       | 6.900   | 8.466   |      | 15.366 |
| Médaille d'or | Viktoria Komova   | Russie      | 6.600   | 8.766   |      | 15.366 |
| Médaille d'or | Madison Kocian    | États-Unis  | 6.600   | 8.766   |      | 15.366 |
| Médaille d'or | Daria Spiridonova | Russie      | 6.700   | 8.666   |      | 15.366 |
| 5             | Gabby Douglas     | États-Unis  | 6.400   | 8.733   |      | 15.133 |
| 6             | Shang Chunsong    | Chine       | 6.700   | 8.200   |      | 14.900 |
| 7             | Ruby Harrold      | Royaume-Uni | 6.300   | 8.466   |      | 14.766 |
| 8             | Sophie Scheder    | Allemagne   | 6.600   | 8.000   |      | 14.600 |

#### Poutre
| Rang               | Gymnaste            | Pays       | Score D | Score E | Pén. | Total  |
| ------------------ | ------------------- | ---------- | ------- | ------- | ---- | ------ |
| Médaille d'or      | Simone Biles        | États-Unis | 6.400   | 8.958   |      | 15.358 |
| Médaille d'argent  | Sanne Wevers        | Pays-Bas   | 5.700   | 8.633   |      | 14.333 |
| Médaille de bronze | Pauline Schäfer     | Allemagne  | 5.800   | 8.333   |      | 14.133 |
| 4                  | Viktoria Komova     | Russie     | 5.700   | 8.233   |      | 13.933 |
| 5                  | Yan Wang            | Chine      | 6.400   | 7.233   |      | 13.633 |
| 6                  | Seda Tutkhalian     | Russie     | 6.000   | 7.500   |      | 13.500 |
| 7                  | Elsabeth Black      | Canada     | 6.000   | 7.466   |      | 13.466 |
| 8                  | Eythora Thorsdottir | Pays-Bas   | 5.700   | 7.033   |      | 12.733 |

#### Sol
| Rang               | Gymnaste          | Pays        | Score D | Score E | Pén. | Total  |
| ------------------ | ----------------- | ----------- | ------- | ------- | ---- | ------ |
| Médaille d'or      | Simone Biles      | États-Unis  | 6.800   | 9.000   |      | 15.800 |
| Médaille d'argent  | Ksenia Afanaseva  | Russie      | 6.400   | 8.700   |      | 15.100 |
| Médaille de bronze | Maggie Nichols    | États-Unis  | 6.200   | 8.800   |      | 15.000 |
| 4                  | Chusong Shang     | Chine       | 6.400   | 8.533   |      | 14.933 |
| 4                  | Sae Miyakawa      | Japon       | 6.300   | 8.633   |      | 14.933 |
| 6                  | Elissa Downie     | Royaume-Uni | 6.000   | 8.733   |      | 14.733 |
| 7                  | Claudia Fragapane | Royaume-Uni | 6.200   | 8.366   |      | 14.466 |
| 8                  | Lieke Wevers      | Pays-Bas    | 5.400   | 8.700   |      | 14.100 |

## Tableau des médailles
| Rang  | Nation          | Or | Argent | Bronze | Total |
| ----- | --------------- | -- | ------ | ------ | ----- |
| 1     | États-Unis      | 3  | 1      | 1      | 5     |
| 2     | Japon           | 3  | 0      | 1      | 4     |
| 3     | Russie          | 3  | 0      | 0      | 3     |
| 4     | Grande-Bretagne | 1  | 3      | 1      | 5     |
| 5     | Chine           | 1  | 2      | 3      | 6     |
| 6     | Grèce           | 1  | 0      | 0      | 1     |
| 7     | Cuba            | 0  | 1      | 0      | 1     |
| 7     | Corée du Sud    | 0  | 1      | 0      | 1     |
| 9     | Arménie         | 0  | 0      | 1      | 1     |
| 9     | Espagne         | 0  | 0      | 1      | 1     |
| 9     | Roumanie        | 0  | 0      | 1      | 1     |
| Total | Total           | 12 | 8      | 9      | 29    |